# Abraxas albipalliata
Abraxas albipalliata är en fjärilsart som beskrevs av Rayner 1909. Abraxas albipalliata ingår i släktet Abraxas och familjen mätare. Inga underarter finns listade i Catalogue of Life.